# Hirmoneura flavipes
Hirmoneura flavipes is een vliegensoort uit de familie van de Nemestrinidae. De wetenschappelijke naam van de soort is voor het eerst geldig gepubliceerd in 1886 door Samuel Wendell Williston.